# Las travesuras de Cepillo
Las travesuras de Cepillo es una película de Argentina filmada en Eastmancolor dirigida por Jorge Pantano según su propio guion escrito en colaboración con Alejandro Mayol y Omar Gasparini sobre la idea original de Alejandro Mayol y Luis Palomares que se estrenó el 22 de enero de 1981 y que tuvo como actores principales a Arturo García Buhr, Pablo Tozzo, Jorge Villalba y Arturo Maly. Con el título alternativo de Para que el sol no se apague fue presentada en festivales y en el Festival de Panamá se otorgó a García Buhr el Premio al mejor actor.

## Sinopsis
El encuentro de un titiritero con un niño huérfano y la relación posterior.

## Reparto
- Arturo García Buhr
- Pablo Tozzo …Cepillo
- Jorge Villalba
- Arturo Maly
- Jesús Pampín
- Aldo Marinelli
- Osvaldo Terranova
- Verónica Terzano
- Eduardo Rama
- Hugo Rosso
- Sandra Franco
- Karina Montiveros
- Germán Roqueiro
- Graciela Daga
- Pablo Rago
- Aldo Piccioni

## Comentarios
Roberto Pagés en Convicción escribió:

«El argumento nos pareció insoportable, increíble, con elementos retorcidos, y mal informado.»

La Nación opinó:

«El mundo de los títeres en un digno film nacional.»

Clarín dijo:

«Una fábula para todas las edades…tiene ternura, sin desbordarla.»

Manrupe y Portela escriben:

«Interesante y cálido film.»